# Stekelstaarthoen
Het stekelstaarthoen (Tympanuchus phasianellus) is een vogel uit de familie van de fazantachtigen (Phasianidae). De wetenschappelijke naam van de soort is, als Tetrao phasianellus, gepubliceerd in 1758 door Linnaeus in de tiende editie van Systema naturae. 

## Voorkomen
De soort komt voor in het midden-noorden en noordwesten van Noord-Amerika en telt zeven ondersoorten:
- T. p. caurus: Alaska en noordwestelijk Canada.
- T. p. kennicotti: centraal Northwest Territories.
- T. p. phasianellus: centraal Canada.
- T. p. columbianus: Brits-Columbia tot westelijk Colorado.
- T. p. hueyi: New Mexico.
- T. p. jamesi: het noordelijke deel van Centraal-Alberta tot de noordelijk-centrale Verenigde Staten.
- T. p. campestris: van centraal Canada tot Wisconsin.

## Beschermingsstatus
De totale populatie is in 2020 geschat op 760.000 volwassen vogels. Op de Rode Lijst van de IUCN heeft de soort de status niet bedreigd.